# コモチサヨリ
コモチサヨリ（子持細魚、Zenarchopterus dunckeri）は、コモチサヨリ科コモチサヨリ属の淡水・汽水魚である。コモチサヨリ科の魚は卵胎生であり、そこからこの名がついた。日本ではサヨリの仲間は本種のほかクルメサヨリがいる。下顎が突出し細長い体形であることがこの科の特徴。コモチサヨリは「みやらさより」や「さより」などとも呼ばれる。

## 分布
宮古諸島、八重山諸島、台湾，タイ，インドネシア，アンダマン諸島、インド東海岸、ニューギニア島、ソロモン諸島などの西部太平洋からインド洋にかけての熱帯・亜熱帯の河口汽水域に広く分布する。回遊はせず、一生汽水域で過ごす。

## 形態
全長は12～17cmほど。成熟したときの全長は両性ともに6cmほど。細長く伸長した体と突出した下顎が特徴的で、鼻孔の肉質突起が長い。胸鰭は比較的高い位置に存在し、背鰭、腹鰭、臀鰭は体の後方に位置する。近縁種のクルメサヨリと異なり尾鰭は二叉を形成しない。性的2型が顕著で、オスは臀鰭第 6 1軟条が変化したアンドロポディウム（andropodium）という構造をもち、体内受精で卵胎生の魚種であると言われている。耳石にみられる輪紋は1日ごとに形成される日輪である。

## 生態
水面直下を群れで泳いでいることが多い。上げ潮とともに活発に動き回り、動物プランクトンや水面の昆虫を食す。夜間は浅瀬でじっとする。体長が 40 mm 以下の個体は動物プランクトンや巻貝類などを主に摂餌し、体長が 40 mm を超えると、主要な餌は水面に落下するアリ科やバッタ目などの陸生昆虫に切り替わる。伸長した下顎の主要な機能は流れのある水面直下で効率よく泳いだり、定位したりするためであると思われる。コモチサヨリは体長が 40 mm 以上になると、下顎が伸長し、遊泳力も強くなる．このため、下顎を船の船首のように用い、流れに対して水を切ることで体を安定させ、水面直下で効率的に遊泳、定位することによって水面に落下する餌を食べることができるものと考えられる。3～6月と8～10月はアリ科の昆虫を、7月と11～2月はバッタ目の昆虫を食すとされており、アリ科を食す時期はアリ科の昆虫が活発に行動したり婚姻飛行を行ったりする時期と一致し、バッタ目を食す時期は成虫が多くみられる時期と一致する。
4～5月と8～11月の二回にわたって繁殖期が訪れる。1回の産仔で最大 22 個体が産まれるとする研究結果もある。

## 保存状況
日本国内では、生息地の環境の悪化から2007年から準絶滅危惧に指定された。
準絶滅危惧（NT）（環境省レッドリスト）

## コモチサヨリ科
コモチサヨリ科はコモチサヨリ亜科とすることもある。世界に5属60種ほどが存在し、熱帯のマングローブ域や河川での生息に特化している。すべて淡水あるいは河口域に生息する卵胎生の魚類。臀鰭が変形したアンドロポディウム（andropodium）と呼ばれる構造をもち、体内受精のために使用される。特に、インドネシアのスラウェシ島ではノモランファス属が非常に多様化しており、河川や湖から20種以上の固有種が知られている。2020年、琉球大学はこの属の新種を発見し、ノモランファス・エニグマ（Nomorhamphus aenigma）と名付けた。

## コモチサヨリ属の種
インド太平洋地域の熱帯・亜熱帯地域に分布する。
- Zenarchopterus alleni Collette, 1982 (Allen's river garfish)
- BZenarchopterus buffonis (Valenciennes, 1847) (Buffon's river garfish)
- Zenarchopterus caudovittatus (M. C. W. Weber, 1907) (Long-jawed river garfish)
- Zenarchopterus clarus Mohr, 1926
- Zenarchopterus dispar (Valenciennes, 1847) (Feathered river garfish)
- Zenarchopterus dunckeri（コモチサヨリ） Mohr, 1926 (Duncker's river garfish)
- Zenarchopterus dux Seale, 1910
- Zenarchopterus ectuntio (F. Hamilton, 1822)
- Zenarchopterus gilli H. M. Smith, 1945 (Viviparous halfbeak)
- Zenarchopterus kampeni (M. C. W. Weber, 1913) (Sepik River halfbeak)
- Zenarchopterus novaeguineae (M. C. W. Weber, 1913) (Fly River garfish)
- Zenarchopterus ornithocephala Collette, 1985 (Vogelkop river garfish)
- Zenarchopterus pappenheimi Mohr, 1926 (Bangkok halfbeak)
- Zenarchopterus philippinus (W. K. H. Peters, 1868)
- Zenarchopterus quadrimaculatus Mohr, 1926
- Zenarchopterus rasori (Popta, 1912) (Short river garfish)
- Zenarchopterus robertsi Collette, 1982 (Robert's river garfish)
- Zenarchopterus striga (Blyth, 1858) (Hooghly halfbeak)
- Zenarchopterus xiphophorus Mohr, 1934